# San Demetrio Corone
San Demetrio Corone est une commune de la province de Cosenza, dans la région de Calabre, en Italie.

## Histoire
La commune abrite une forte communauté Arbëresh, Albanais installés ici au XVe siècle, fuyant l’avance ottomane. Ces Albanais ont gardé une forte identité, parlant toujours leur langue, l’arbërisht. Dans ce dialecte, albanais teinté d’italien, le village se nomme Shën Mitri.
Le hameau Macchia Albanese est nommé Maqi en arbërisht.
Le patriote et député Domenico Mauro y est né en 1812.

## Administration
| Période                                  | Période | Identité        | Étiquette | Qualité |
| ---------------------------------------- | ------- | --------------- | --------- | ------- |
|                                          |         | Antonio Sposato |           |         |
| Les données manquantes sont à compléter. |         |                 |           |         |

### Hameaux
Soferetti, Macchia Albanese, Sant'Agata

### Communes limitrophes
Acri, Corigliano Calabro, San Cosmo Albanese, Vaccarizzo Albanese, Santa Sofia d'Epiro, Tarsia, Terranova da Sibari